# Zamarada bamenda
Zamarada bamenda là một loài bướm đêm trong họ Geometridae.